# لاورین لورینک
لاورین لورینک (هلندی: Laurien Leurink؛ زادهٔ ۱۳ نوامبر ۱۹۹۴) بازیکن هاکی روی چمن زن اهل هلند است.